# Oro e argento (singolo)
Oro e argento è un singolo del rapper italiano Gemitaiz, pubblicato il 6 ottobre 2017 come primo estratto dal terzo album in studio Davide.

## Tracce
Testi di Davide De Luca, musiche di Flavio Ranieri.
1. Oro e argento – 3:55

## Classifiche
| Classifica (2017) | Posizione massima |
| ----------------- | ----------------- |
| Italia            | 2                 |